# ليزلي براون
ليزلي براون (بالإنجليزية: Leslie Brown)‏ (27 نوفمبر 1936 بإنجلترا في المملكة المتحدة - ) هو لاعب كرة قدم بريطاني في مركز الوسط، شارك في الألعاب الأولمبية الصيفية 1960. وشارك مع منتخب بريطانيا العظمى تحت 23 سنة لكرة القدم. أما مع النوادي، فقد لعب مع دولويتش هاملت.

## وصلات خارجية
- ليزلي براون على موقع الاتحاد الدولي (مؤرشف)  (الإنجليزية)
- ليزلي براون على موقع أوليمبيديا (الإنجليزية)